# Muhariv, Slavuta
Muhariv (în ucraineană Мухарів) este localitatea de reședință a comunei Muhariv din raionul Slavuta, regiunea Hmelnîțkîi, Ucraina.

## Demografie
Componența lingvistică a localității Muhariv
     Ucraineană (99,84%)
     Alte limbi (0,16%)
Conform recensământului din 2001, majoritatea populației localității Muhariv era vorbitoare de ucraineană (99,84%), existând în minoritate și vorbitori de alte limbi.